# JT-60
JT-60 – japoński toroidalny tokamak. Doświadczenia zdobyte podczas budowania urządzenia są wykorzystywane w międzynarodowym projekcie ITER.